# MOE (AV女優)
MOE（もえ、1988年2月26日 - ）は、日本のAV女優。

## 略歴・人物
2009年にAVデビュー。

## 出演作品

### アダルトビデオ
2009年
- 美乳バレリーナ 快汗レッスン×軟体SEX （2月23日、ディープス）

2010年
- 本物アスリート6人 汁まみれの筋肉軟体SEX!!（4月6日、シュガーワークス）他5名出演
- 手を使わないフェラチオ 5（7月2日、オフィスケイズ）他出演:鷹宮りょう、大槻ひびき、椿まひる、早乙女ルイ、妃悠愛、愛璃みい
- ズボズボ！指入れオナニー 6（7月2日、オフィスケイズ）他出演:榊なち、伊沢美春、鷹宮りょう、鈴木ありす
- 美尻ディルドオナニー（7月2日、オフィスケイズ）他出演:鈴木ありす、鷹宮りょう、榊なち、大槻ひびき
- パンティ尻ずり（7月16日、オフィスケイズ）他出演:榊なち、鈴木ありす、鷹宮りょう、伊沢美春
- 犯される美人妻（9月17日、Nadeshiko） ※「もえ」名義
- フェラコレ2010秋SP（10月25日、隼エージェンシー）他29名出演
- ネオパンストフェティッシュVer.16 休日に彼氏の家を訪ねたMOEちゃんは、まったりエロエロ ノーパンパンスト（10月25日、AVS）
- カリスマアイドル対抗!! 完全撮りおろし ガチフェラ早出しバトル 4 （11月12日、レアル・ワークス）他多数出演
- こだわりの手コキ4時間SP 17（11月25日、隼エージェンシー）他多数出演
- MY FAVORITE WITH パンティーストッキング BLACK 7（11月26日、エッチアールシー）他出演:堀口奈津美、藤崎ひなた
- ママとぼくのひみつ も～っ！イタズラっ子ね！ママびしょびしょでスケスケじゃな～い♪あンッ◆ オチンチンがママのパンツの中に入っちゃう～（12月3日、映天）他出演:辻本りょう、安藤なな、押切なな
- フェラコレ 特別編 4 3時間まるごとWフェラ（12月25日、隼エージェンシー）他19名出演
- 欲求大噴火!! 肉食妻の男喰い （12月25日、FAプロ）他出演:元木ひなよ、小林里穂

2011年
- フェラコレ2011冬SP（1月25日、隼エージェンシー）他39名出演
- 相姦エロティシズム 所詮この世は男と女（1月25日、Fプロジェクト）他出演:桐原あずさ
- 貧乏暇なしセックス三昧 『所持金ゼロの女たち』（1月25日、Fプロジェクト）他出演:橘美穂
- ネオパンストフェティッシュVer.16 休日に彼氏の家を訪ねたMOEちゃんは、まったりエロエロノーパンパンスト元バレリーナ（3月24日、AVS）
- おはズボッ!早すぎ!ちょっと待って、準備させて～!! カワイイ顔してスケベな美巨乳娘大集合スペシャル（7月22日、アテナ映像）
- おしゃぶり妻 2 27人のフェラ好き（8月26日、なでしこ）他26名出演